# Promenade du philosophe

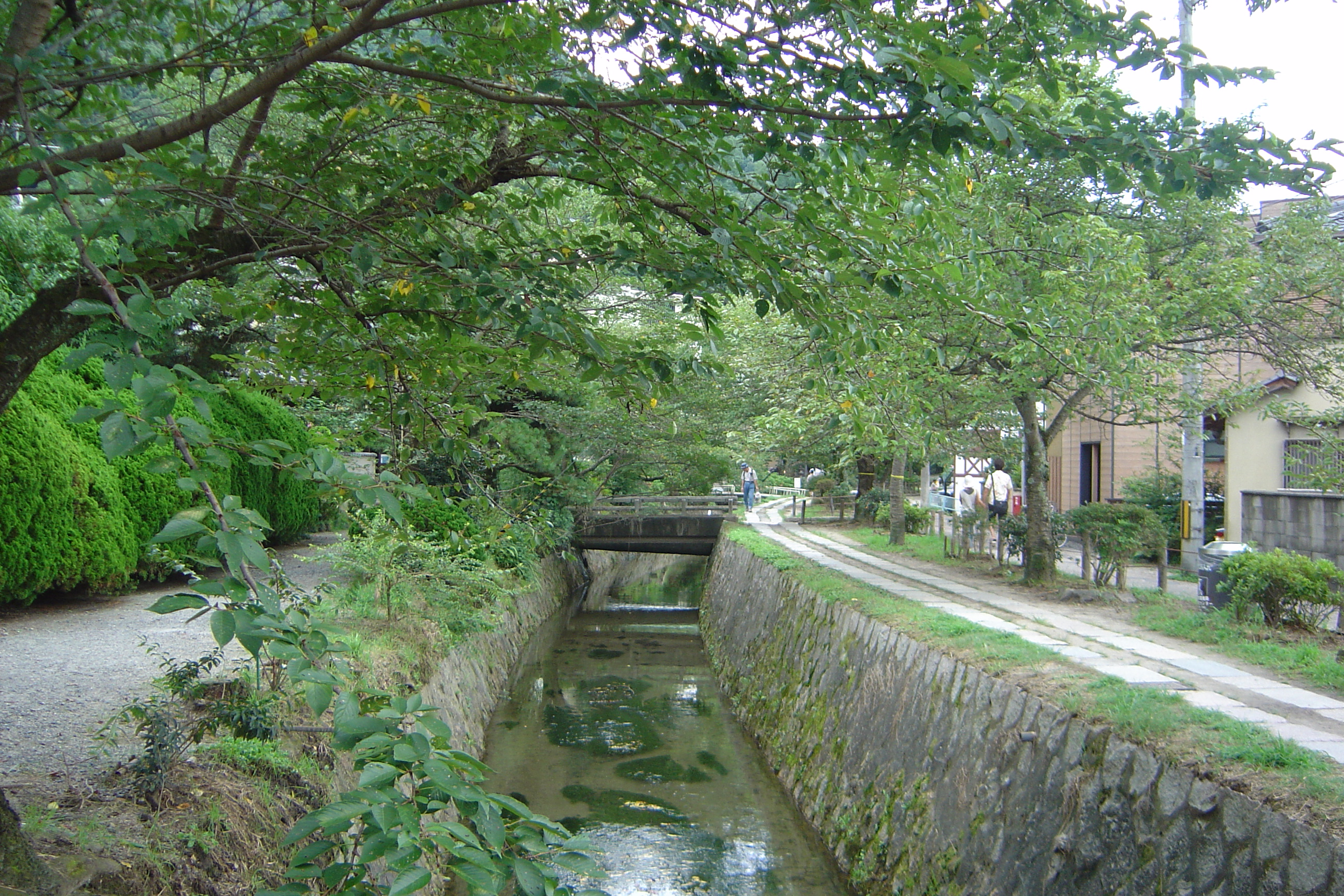
En été

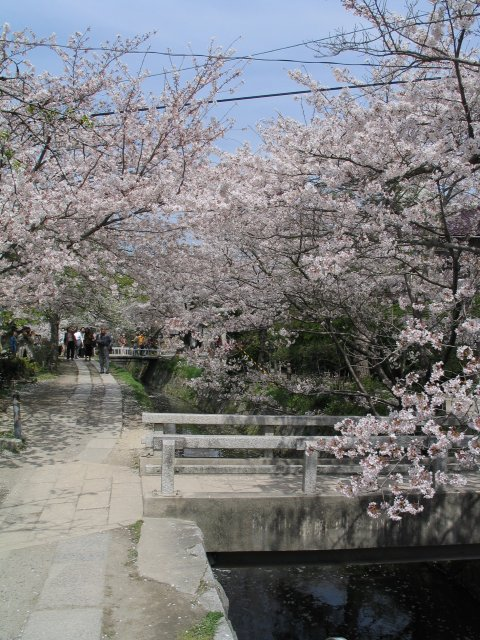
Au printemps, cerisiers en fleurs

Plan du parcours

La promenade du philosophe (哲学の道, Tetsugaku-no-michi, littéralement « sentier de la philosophie ») est un chemin pédestre qui suit un canal aux berges plantées de cerisiers en ligne à Kyoto, entre Ginkaku-ji et Nanzen-ji. La promenade est ainsi nommée parce que l'important philosophe japonais du XXe siècle et professeur à l'université de Kyoto Kitarō Nishida l'empruntait pour sa méditation quotidienne. Elle passe devant un certain nombre de temples et de sanctuaires tels que le Hōnen-in, l'Ōtoyo-jinja et l'Eikan-dō Zenrin-ji.
Il faut environ 30 minutes pour parcourir cette promenade, ou plus de temps si on visite les sites le long du chemin. La partie nord offre de belles vues sur le proche festival de Gozan no Okuribi. La promenade est une destination populaire pour les touristes et les habitants, en particulier, au printemps, lorsque tout le Japon célèbre les cerisiers en fleurs : hanami.

## Source de la traduction
- (en) Cet article est partiellement ou en totalité issu de l’article de Wikipédia en anglais intitulé « Philosopher's Walk » (voir la liste des auteurs).

- (ja) Site officiel